# Marolles-les-Buis
Marolles-les-Buis är en kommun i departementet Eure-et-Loir i regionen Centre-Val de Loire strax norr om centrala Frankrike. Kommunen ligger i kantonen Thiron-Gardais som tillhör arrondissementet Nogent-le-Rotrou. År 2022 hade Marolles-les-Buis 207 invånare.

## Befolkningsutveckling
Antalet invånare i kommunen Marolles-les-Buis
Referens:INSEE